# 应急管理部消防救援局
应急管理部消防救援局，简称应急部消防救援局，是已撤销的中华人民共和国应急管理部负责消防事务的直属机构。该局负责指导全国消防救援工作与指导地方综合性消防队伍管理工作。
2023年1月6日，应急管理部消防救援局和森林消防局合并成立国家消防救援局，原应急管理部消防救援局撤销。

## 历史
深化党和国家机构改革前，原公安部消防局设置办公室、政治部、纪检督察处、政策研究处、防火监督处、社会消防工作指导处、作战训练处、信息通信处、科技处、法规标准处、警务处、宣传处、后勤处、装备处、财务处、审计处、管理处等17个正师级职能处（室）。除各省级公安消防总队外，公安部消防局设立中国消防博物馆、灭火救援信息中心、干休所、农场、综合物资供应站、招待所、机关门诊部、勤务中队等8个直属单位。
2018年3月17日，第十三届全国人民代表大会第一次会议通过了《第十三届全国人民代表大会第一次会议关于国务院机构改革方案的决定》，批准《国务院机构改革方案》。方案规定，“组建应急管理部。将国家安全生产监督管理总局的职责，国务院办公厅的应急管理职责，公安部的消防管理职责，民政部的救灾职责，国土资源部的地质灾害防治、水利部的水旱灾害防治、农业部的草原防火、国家林业局的森林防火相关职责，中国地震局的震灾应急救援职责以及国家防汛抗旱总指挥部、国家减灾委员会、国务院抗震救灾指挥部、国家森林防火指挥部的职责整合，组建应急管理部，作为国务院组成部门。中国地震局、国家煤矿安全监察局由应急管理部管理。公安消防部队、武警森林部队转制后，与安全生产等应急救援队伍一并作为综合性常备应急骨干力量，由应急管理部管理。不再保留国家安全生产监督管理总局。”
4月16日，应急管理部正式挂牌。原公安部消防局相应改称应急管理部消防局。
7月30日，中共中央办公厅、国务院办公厅印发《应急管理部职能配置、内设机构和人员编制规定》。其中规定，“应急管理部负责管理消防救援队伍、森林消防队伍两支国家综合性应急救援队伍，承担相关火灾防范、火灾扑救、抢险救援等工作，设立消防救援局、森林消防局，分别作为消防救援队伍、森林消防队伍的领导指挥机关。应急管理部消防救援局具体机构设置、职责和编制等事项另行规定。”
9月5日，《综合性消防救援队伍消防救援衔条例（草案）》在中国人大网公布并征求意见30日。草案显示，国家综合性消防救援队伍消防救援衔按照管理指挥干部、专业技术干部和消防员分别设置，管理指挥干部消防救援衔设三等十一级，消防员消防救援衔设三等八级。
9月25日，国务院办公厅印发《国务院办公厅关于调整成立国家森林草原防灭火指挥部的通知》，决定将国家森林防火指挥部调整为国家森林草原防灭火指挥部。其中，应急部消防救援局负责人琼色任指挥部成员，表明应急管理部消防救援局已经成立。
10月9日10时，公安消防部队移交应急管理部交接仪式举行，意味着消防官兵正式退出现役。机构改革后，消防部队现役编制全部转为行政编制，成建制划归应急管理部，承担灭火救援和其他应急救援工作。改革后，应急管理部消防救援局机关、省级行政区总队、地级行政区支队分别列入中央财政一级、二级、三级预算单位，应急部消防救援局共设置中央二级预算单位40个、中央三级预算单位548个。
10月10日，应急管理部发布国家综合性消防救援队伍改革过渡期身份标识牌。应急管理部决定，自2018年10月10日零时起，至国家综合性消防救援队伍制式服装配发前，原公安消防部队、武警森林部队和警种学院人员停止使用武警部队制式服装和标识服饰，统一穿着无武警标识的作训服，并在作训服左兜盖上方佩带消防救援队伍身份标识牌。
10月18日，中共中央办公厅、国务院办公厅印发《组建国家综合性消防救援队伍框架方案》，并指出，“省、市、县级分别设消防救援总队、支队、大队，城市和乡镇根据需要按标准设立消防救援站。根据需要，组建承担跨区域应急救援任务的专业机动力量。国家综合性消防救援队伍由应急管理部管理，实行统一领导、分级指挥。”同时指出，“保持转制后消防救援人员现有待遇水平，实行与其职务职级序列相衔接、符合其职业特点的工资待遇政策；整合消防、安全生产等科研资源，研发消防救援新战法新技术新装备；组建专门的消防救援学院”，“设置专门的中国消防救援队队旗、队徽、队训、队服”。
10月26日，第十三届全国人大常委会第六次会议表决通过《中华人民共和国消防救援衔条例》，于2018年10月27日起施行。
11月9日，人民大会堂举行国家综合性消防救援队伍授旗仪式。中共中央政治局常委、中央书记处书记王沪宁宣读《中共中央、国务院关于授予国家综合性消防救援队伍“中国消防救援队”队旗的决定》，中共中央总书记、国家主席、中央军委主席习近平向应急管理部党组书记兼副部长黄明消防救援总监授予中国消防救援队队旗。
2019年11月18日，中央机构编制委员会办公室发出《中央编办关于印发应急管理部消防救援局、森林消防局“三定”规定和消防救援队伍、森林消防队伍总队及以下单位机构编制方案的通知》（中央编办发〔2019〕231号），规定应急部消防救援局是消防救援队伍的领导指挥机关，暂不明确队伍行政级别。决定自2018年8月22日起的三年内为试行磨合期。
2023年1月6日，应急管理部消防救援局和应急管理部森林消防局合并，成立国家消防救援局。

## 职责
根据《应急管理部消防救援局职能配置、内设机构和人员编制规定》，应急管理部消防救援局承担下列职能：
1. 组织指导城乡综合性消防救援工作，负责指挥调度相关灾害事故救援行动。
2. 参与起草消防法律法规和规章草案，拟订消防技术标准并监督实施，组织指导火灾预防、消防监督执法以及火灾事故调查处理相关工作，依法行使消防安全综合监管职能。
3. 负责消防救援队伍综合性消防救援预案编制、战术研究，组织指导执勤备战、训练演练等工作。
4. 组织指导消防救援信息化和应急通信建设，指导开展相关救援行动应急通信保障工作。
5. 负责消防救援队伍建设、管理和消防应急救援专业队伍规划、建设与调度指挥。组织指导社会消防力量建设，参与组织协调动员各类社会救援力量参加救援任务。
6. 组织指导消防安全宣传教育工作。
7. 管理消防救援队伍事业单位。
8. 完成应急管理部交办的跨区域应急救援等其他任务。

## 机构设置
根据《应急管理部消防救援局职能配置、内设机构和人员编制规定》，应急部消防救援局垂直管理单位由应急部与所在省（区、市）政府双重领导。应急管理部消防救援局设置下列机构：

### 内设机构
- 办公室
- 指挥中心
- 作战训练处
- 特种灾害救援处
- 信息通信处
- 机关党委（组织教育处）
- 人事处
- 队务处
- 纪检督察处（巡视工作办公室）
- 审计室
- 防火监督处
- 法规与社会消防工作处
- 科技处
- 新闻宣传处
- 后勤装备处
- 财务处
- 灭火救援指挥部
- 政治部

### 垂直管理机构
- 北京市消防救援总队
- 天津市消防救援总队
- 河北省消防救援总队
- 山西省消防救援总队
- 陕西省消防救援总队
- 内蒙古自治区消防救援总队
- 辽宁省消防救援总队
- 吉林省消防救援总队
- 黑龙江省消防救援总队
- 上海市消防救援总队
- 江苏省消防救援总队
- 安徽省消防救援总队
- 浙江省消防救援总队
- 福建省消防救援总队
- 江西省消防救援总队
- 山东省消防救援总队
- 河南省消防救援总队
- 湖北省消防救援总队
- 湖南省消防救援总队
- 广东省消防救援总队
- 广西壮族自治区消防救援总队
- 海南省消防救援总队
- 重庆市消防救援总队
- 四川省消防救援总队
- 贵州省消防救援总队
- 云南省消防救援总队
- 西藏自治区消防救援总队
- 甘肃省消防救援总队
- 青海省消防救援总队
- 宁夏回族自治区消防救援总队
- 新疆维吾尔自治区消防救援总队

### 直属机构
- 应急管理部消防救援局天津训练总队
- 应急管理部消防救援局南京训练总队
- 应急管理部消防救援局昆明训练总队
- 应急管理部消防救援局应急通信保障大队
- 应急管理部消防救援局应急车辆保障大队
- 中国救援河北机动专业支队
- 中国救援辽宁机动专业支队
- 中国救援浙江机动专业支队
- 中国救援广东机动专业支队
- 中国救援重庆机动专业支队
- 中国救援新疆机动专业支队
- 中国救援山东搜救犬机动专业支队
- 中国救援云南搜救犬机动专业支队

### 管理事业单位
- 应急管理部消防产品合格评定中心
- 应急管理部天津消防研究所
- 应急管理部上海消防研究所
- 应急管理部沈阳消防研究所
- 应急管理部四川消防研究所
- 应急管理部消防救援队伍综合保障中心（应急管理部消防救援队伍职业技能鉴定中心）
- 中国消防博物馆

## 业务
机构改革前，消防力量主要由公安消防队伍和地方政府专职消防队、企业专职消防队组成，并以公安消防部队为主体力量。原公安消防部队实行公安机关领导，条块结合，分级管理的管理体制，列入武警序列。各省级行政区设消防总队，各地级行政区、直辖市城区设消防支队，支队下设消防大队（科）、中队。
应急管理部消防局副局长魏捍东表示，“消防部队改革转隶以后，主要由原来的现役体制向更加专业化、职业化发展，这是与国际接轨，也是消防事业发展的总趋势”。他指出，“除了原来承担的救灾救助工作以外，我们还要针对各种特殊灾害，打造出若干个特勤队、攻坚组、专业队，成为现代化、专业化、职业化的综合应急救援主力军和国家队，来满足各种复杂的特殊灾害救援的需要”。

## 历任领导
| 局长 - 琼色 消防救援副总监（2019年至今） 副局长 - 琼色 消防救援助理总监（2018年－2019年，主持工作） - 张福生 消防救援助理总监（2018年至今） - 罗永强 消防救援助理总监（2018年至今） - 魏捍东 消防救援助理总监（2018年至今） | 政治委员 - 詹寿旺 消防救援副总监（2019年至今） 副政治委员 - 詹寿旺 消防救援助理总监（2018年－2019年） 总工程师 - 周天 消防救援助理总监（2018年至今） |